# Брест (община Чучер)
Вижте пояснителната страница за други значения на Брест.
Брест (на македонска литературна норма: Брест) е село в Северна Македония в община Чучер (Чучер Сандево).

## География
Селото е разположено в северните поли на Скопска Църна гора.

## История
В края на XIX век Брест е албанско село в Скопска каза на Османската империя. Според статистиката на Васил Кънчов от 1900 г. („Македония. Етнография и статистика“) Брѣсъ е село, населявано от 240 жители арнаути мохамедани.
Според преброяването от 2002 година селото има 569 жители.
| Националност     | Всичко |
| северномакедонци | 0      |
| албанци          | 564    |
| турци            | 0      |
| роми             | 1      |
| власи            | 0      |
| сърби            | 0      |
| бошняци          | 0      |
| други            | 4      |